# Marco Milesi
Marco Milesi (Osio Sotto, 30 januari 1970) is een Italiaans voormalig wielrenner.

## Belangrijkste overwinningen
1992
GP Capodarco
1998
2e etappe Euskal Bizikleta

## Resultaten in voornaamste wedstrijden
| Jaar | Ronde van Italië | Ronde van Frankrijk | Ronde van Spanje |
| ---- | ---------------- | ------------------- | ---------------- |
| 1994 |                  |                     | opgave           |
| 1995 |                  | 85e                 |                  |
| 1996 | 88e              |                     |                  |
| 1997 | opgave           |                     | 79e              |
| 1998 |                  |                     | opgave           |
| 1999 |                  |                     | opgave           |
| 2000 | 117e             |                     |                  |
| 2001 |                  | opgave              |                  |
| 2002 |                  |                     |                  |
| 2003 |                  | opgave              |                  |
| 2004 |                  |                     | 109e             |
| 2005 | 124e             |                     |                  |
| 2006 |                  |                     |                  |

| Jaar | Milaan-San Remo | Ronde van Vlaanderen | Parijs-Roubaix | Amstel Gold Race | Parijs-Tours | Gent-Wevelgem |
| ---- | --------------- | -------------------- | -------------- | ---------------- | ------------ | ------------- |
| 1994 |                 | 99e                  |                |                  | 120e         |               |
| 1995 |                 |                      |                |                  |              |               |
| 1996 |                 | 40e                  | 10e            |                  | 57e          | 22e           |
| 1997 |                 |                      | 42e            |                  | 89e          | 64e           |
| 1998 | 117e            |                      |                |                  |              | 98e           |
| 1999 | 82e             |                      | 63e            |                  |              |               |
| 2000 | 69e             | 16e                  | 18e            | 58e              |              |               |
| 2001 | 139e            | 49e                  | 34e            |                  | 111e         |               |
| 2002 | 81e             | 64e                  | 22e            |                  |              |               |
| 2003 | 92e             | 54e                  |                | 108e             |              |               |
| 2004 | 104e            |                      |                |                  |              |               |
| 2005 |                 |                      |                |                  | 173e         |               |
| 2006 |                 | 81e                  | 34e            |                  |              | 88e           |